# Louis Jourdan
Louis Jourdan (nacido como Louis Robert Gendre; Marsella, 19 de junio de 1921 - Beverly Hills, 14 de febrero de 2015) fue un actor francés, conocido por sus papeles en varias películas de Hollywood, incluyendo Gigi (1958) y Octopussy (1983).

## Primeros años
Jourdan nació como Louis Robert Gendre en Marsella, Francia, en 1921, uno de los tres hijos nacidos de Henry Gendre, dueño de un hotel, e Yvonne Jourdan. Fue educado en Francia, Turquía y Gran Bretaña, y estudió actuación en la École Dramatique. Mientras estudiaba empezó a actuar en el teatro profesional, donde llamó la atención del director Marc Allégret, quien lo contrató para trabajar como operador de cámara asistente en Entrée des Artistes (Entrada de los artistas).
Allégret entonces contrató a Jourdan en la que hubiera sido su primera película, Le Corsaire en 1939 junto a Charles Boyer. La filmación fue interrumpida por la Segunda Guerra Mundial y nunca se reanudó.

## Segunda Guerra Mundial
Jourdan era demasiado joven para prestar servicio en el ejército y fue contratado por Julien Duvivier junto con su hermano Pierre para aparecer en Untel père et fils (El corazón de una nación) en Roma. Esto fue interrumpido por la declaración de guerra entre Francia e Italia; regresó a Francia, y pasó un año en una cuadrilla de trabajo.
Jourdan fue ordenado hacer películas de propaganda alemana que se negó a hacer y huyó para reunirse con su familia en la Francia libre. Allí empezó a hacer películas, diez películas en dos años. Su padre fue detenido por la Gestapo; meses más tarde se escapó y se unió a la resistencia francesa junto con su esposa y tres hijos. «Me dieron un trabajo que hacer y lo hice», dijo Jourdan después de su tiempo en la resistencia. «Trabajé en folletos ilegales, ayudando a imprimirlos y distribuirlos». Después de la liberación de Francia, regresó a París con su esposa, su novia de juventud, Berte Frederique («Quique»). Jourdan comenzó a aparecer en películas francesas como La mariée est trop belle o Escapade.

## Carrera en Hollywood
Citado por el autor James McKay como la «personificación del galán continental suave», Jourdan fue visto en una película francesa por un cazatalentos de David O. Selznick, quien ofreció al actor un contrato de trabajo. Su primera película estadounidense fue The Paradine Case de Selznick, un drama dirigido por Alfred Hitchcock y protagonizada por Gregory Peck y Alida Valli. En Hollywood, entabló amistad con varias estrellas que compartían su amor por el juego de croquet. Jourdan discutió con frecuencia con Selznick, quien lo puso en suspensión varias veces por negarse a papeles.

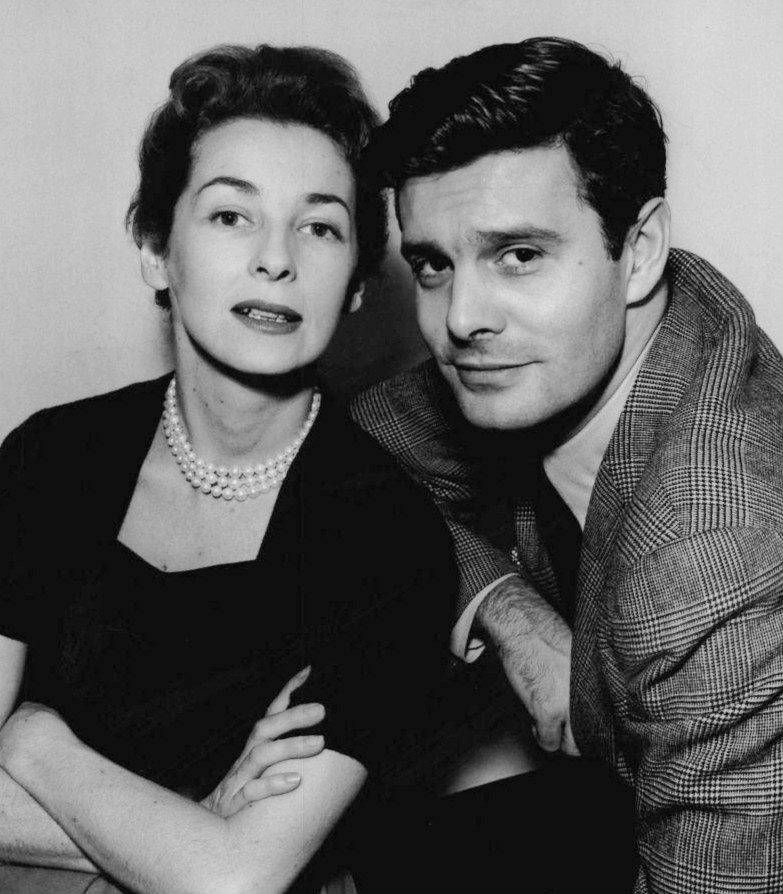
Jourdan con Felicia Montealegre (1955)

En 1948 protagonizó, junto a Joan Fontaine, el film de Max Ophuls Letter from an Unknown Woman. Después de aparecer en Three Coins in the Fountain (1954), Jourdan hizo su debut en Broadway en el papel principal en el drama de Billy Rose, El inmoralista. Regresó a la Great White Way por un corto plazo en 1955, y ese mismo año debutó en la televisión norteamericana interpretando al inspector Beaumont en la serie Paris Precinct. En 1956, apareció en la película El cisne junto con Grace Kelly y Alec Guinness, interpretando el papel del doctor Nicholas Agi.
Durante la década de 1950, Jourdan actuó en varias películas importantes, tomando el papel protagónico masculino en The Bride Is Too Much Beautiful (1956) con Brigitte Bardot como la actriz principal. Sin embargo, probablemente es mejor recordado como el protagonista, junto con Leslie Caron y Maurice Chevalier, en la versión cinematográfica de la novela corta de Colette, Gigi (1958). Esta película ganó nueve premios Óscar, incluyendo mejor película. Jourdan coprotagonizó con Frank Sinatra y Shirley MacLaine en el musical Can-Can (1960).
En años posteriores, Jourdan también apareció en la televisión, incluyendo Count Dracula de 1977 para la BBC y el episodio de Columbo de 1978 Murder Under Glass. Más tarde interpretó a Anton Arcane en la película Swamp Thing (1982) y en su secuela The Return of Swamp Thing (1989). En 1983, Jourdan interpretó al villano Kamal Khan en la película de James Bond Octopussy. Interpretó al barón Pierre de Coubertin en The First Olympics: Athens 1896, una serie de televisión de 1984 sobre los Juegos Olímpicos de Atenas 1896.

## Vida personal
El 11 de marzo de 1946, Jourdan se casó con Berthe Frédérique (apodada «Quique»), con quien tuvo su único hijo, Louis Henry Jourdan (nacido el 6 de octubre de 1951), un hijo que murió de una sobredosis de drogas el 12 de mayo de 1981 y fue enterrado en el cementerio Westwood Village Memorial Park, Los Ángeles, California. Berthe falleció en 2014.
Se retiró y vivió, por lo menos a medio tiempo, en la Gran Los Ángeles. En julio de 2010, Jourdan fue hecho Oficial de la Legión de Honor, que recibió acompañado de amigos, entre ellos Sidney Poitier y Kirk Douglas.
Jourdan tiene dos estrellas en el Paseo de la Fama de Hollywood en 6153 y 6445 Hollywood Boulevard.

## Muerte
Jourdan murió en su casa en Beverly Hills el 14 de febrero de 2015 a la edad de 93 años, siendo sepultado en el Westwood Village Memorial Park Cemetery en Los Ángeles, junto a su esposa fallecida unos meses antes y su hijo.